# Tweede Kamerverkiezingen 1994/Kandidatenlijst/Natuurwetpartij
Dit is de lijst van kandidaten van de Natuurwetpartij voor de Nederlandse Tweede Kamerverkiezingen 1994.

## De lijst
De lijstengroep van de Natuurwetpartij bestond uit twee lijsten: De lijst voor kieskring 19 (Maastricht) voor Limburg en een lijst voor de rest van Nederland. De Limburgse lijst bestond voor een deel uit dezelfde mensen als op de andere lijst in deels een andere volgorde en voor een deel uit kandidaten die alleen daar verkiesbaar waren.
| Positie | Positie | Naam                            | Stemmen |
| 1-18    | 19      | Naam                            | Stemmen |
| ------- | ------- | ------------------------------- | ------- |
| 1       | 1       | Jacques Uijen                   | 16.402  |
| 2       | 2       | Ufuk Ugur                       | 1.384   |
| 3       | 3       | Paul Gelderdoos                 | 443     |
| 4       | 4       | Guido ten Berge                 | 445     |
| 5       | 5       | Wieteke van Dort-Moody          | 4.848   |
| 6       | 6       | Hira Premchand                  | 286     |
| 7       | 17      | Annelies van Bosse-Lambrechtsen | 319     |
| 8       | 8       | Jan Dovermann                   | 279     |
| 9       | 18      | Free Baelde Jansen-Wildeman     | 116     |
| 10      | 19      | Jan Storms                      | 118     |
| 11      | 20      | Karin Tammes-Feekes             | 182     |
| 12      | 21      | Peter Weekers                   | 121     |
| 13      | 22      | Wim van den Berg                | 109     |
| 14      | 23      | Corrie van der Borg             | 99      |
| 15      | 24      | Jos van Haaren                  | 86      |
| 16      | 25      | Rik Jung                        | 77      |
| 17      | 26      | Ada Holvast-Steenbergen         | 94      |
| 18      | 27      | Joop Dijkstra                   | 83      |
| 19      | 28      | Marjolein Corstjens-Koster      | 211     |
| 20      | 29      | Klaas Bos                       | 78      |
| 21      | 30      | Gijs van Kruijsbergen           | 113     |
| 22      | 7       | Jeanne Hupperetz-Barrois        | 390     |
| 23      |         | Gerard Rieter                   | 40      |
| 24      |         | Herman Veerkamp                 | 42      |
| 25      |         | Wim van de Waarsenburg          | 41      |
| 26      |         | Rob van Hees                    | 40      |
| 27      |         | Sijtze Oostra                   | 44      |
| 28      |         | Anton Blok                      | 91      |
| 29      |         | Hans Commandeur                 | 88      |
| 30      |         | Wim Schoots                     | 191     |
|         | 9       | Trudy van Reen-Adriaanse        | 193     |
|         | 10      | Peter Jacobs                    | 109     |
|         | 11      | Els Jeuken-Kraft                | 140     |
|         | 12      | Teun Ramaekers                  | 75      |
|         | 13      | Angelique Meessen-Kokkelmans    | 80      |
|         | 14      | Paul Knibbeler                  | 97      |
|         | 15      | Harry Hutschemakers             | 57      |
|         | 16      | Lambert Classens                | 35      |

CDA · PvdA · VVD · D66 · GroenLinks · SGP · GPV · RPF · Centrumdemocraten · De Nieuwe Partij · PSP'92 · SP · SAP · Natuurwetpartij · PMR · Unie 55+ · SBP · AOV · CP'86 · Libertarische Partij · De Groenen · Vrije Indische Partij · NCPN · ADP · Solidair '93 · Patriottisch Democratisch Appèl
1994 · 1998